# Angiosperme basali
Le angiosperme basali sono un raggruppamento di piante angiosperme della classificazione APG IV.
Includono le piante a fiore di più antica derivazione. Il termine basale, nelle analisi filogenetiche, sta ad indicare appunto la base di partenza di un albero filogenetico (o cladogramma).
Le angiosperme basali sono solo poche centinaia di specie, rispetto alle centinaia di migliaia di specie delle altre piante a fiore (Eudicotiledoni, Monocotiledoni e Magnoliidi). Si sono discostate dal lignaggio ancestrale delle angiosperme prima che i cinque gruppi che formano le core angiosperme divergessero l'uno dall'altro.

## Tassonomia
Raggruppa circa 175 specie negli ordini:
- Amborellales Melikyan, A.V. Bobrov, & Zaytzeva, 1999
- Nymphaeales Salisb. ex Bercht. & J.Presl
- Austrobaileyales Takht. ex Reveal

Alcuni autori hanno proposto l'acronimo ANITA per indicare brevemente questo gruppo di piante.
L'acronimo deriva da Amborellales, Nymphaeales, Illiciaceae, Trimeniaceae, Austrobaileyales.. Dal momento che Illiciaceae e Trimeniaceae sono state assegnate all'ordine Austrobaileyales, alcuni autori hanno contratto l'acronimo in ANA (Amborellales, Nymphaeales e Austrobaileyales).

### Nomenclature precedenti
Paleodicotiledoni è un nome informale usato dai botanici (Spichiger & Savolainen 1997, Leitch et al., 1998) per riferirsi ad angiosperme che non sono Monocotiledoni o Eudicotiledoni.
Le paleodicotiledoni corrispondono alle Magnoliidae sensu Cronquist 1981 (tranne le Ranunculales e le Papaverales) e alle Magnoliidae sensu Takhtajan 1980 (Spichiger & Savolainen 1997).